# Cecoslovacchia ai Giochi della XIX Olimpiade
La Cecoslovacchia partecipò ai Giochi della XIX Olimpiade che si sono svolti a Città del Messico dal 12 al 27 ottobre 1968, con una delegazione di 121 atleti impegnati in 14 discipline per un totale di 66 competizioni. Portabandiera fu Bohumil Golián, capitano della squadra di pallavolo, alla sua seconda Olimpiade. Il bottino della squadra, alla sua undicesima partecipazione ai Giochi estivi, fu sette medaglie d'oro, due d'argento e quattro di bronzo, che valsero il settimo posto assoluto nel medagliere complessivo. Sei delle sette medaglie d'oro vennero dalle gare femminili e quattro di esse furono vinte dalla ginnasta Věra Čáslavská, una delle protagoniste assolute di questa edizione dei Giochi.

## Medagliere

### Per discipline
| Sport              | Oro | Argento | Bronzo | Totale |
| ------------------ | --- | ------- | ------ | ------ |
| Ginnastica         | 4   | 2       | 0      | 6      |
| Atletica leggera   | 1   | 0       | 1      | 2      |
| Tiro               | 1   | 0       | 0      | 1      |
| Tuffi              | 1   | 0       | 0      | 1      |
| Lotta greco-romana | 0   | 0       | 2      | 2      |
| Pallavolo          | 0   | 0       | 1      | 1      |
| Totale             | 7   | 2       | 4      | 13     |

### Medaglie
| Medaglia | Atleta | Sport              | Evento                         |
| -------- | --- | ------------------ | ------------------------------ |
| Oro      | Miloslava Rezková | Atletica leggera   | Salto in alto femminile        |
| Oro      | Věra Čáslavská | Ginnastica         | Concorso individuale femminile |
| Oro      | Věra Čáslavská | Ginnastica         | Corpo libero femminile         |
| Oro      | Věra Čáslavská | Ginnastica         | Volteggio femminile            |
| Oro      | Věra Čáslavská | Ginnastica         | Parallele asimmetriche         |
| Oro      | Jan Kůrka | Tiro               | Carabina 50 metri a terra      |
| Oro      | Milena Duchková | Tuffi              | Piattaforma 10 metri femminile |
| Argento  | Věra Čáslavská Bohumila Řimnáčová Marianna Némethová Miroslava Skleničková Hana Lišková Jána Kubičková                                                                        | Ginnastica         | Concorso a squadre femminile   |
| Argento  | Věra Čáslavská | Ginnastica         | Trave                          |
| Bronzo   | Ludvík Daněk | Atletica leggera   | Lancio del disco maschile      |
| Bronzo   | Miroslav Zeman | Lotta greco-romana | Pesi mosca                     |
| Bronzo   | Petr Kment | Lotta greco-romana | Pesi massimi                   |
| Bronzo   | Bohumil Golián Antonín Procházka Petr Kop Jiří Svoboda Josef Musil Lubomír Zajíček Josef Smolka Vladimír Petlák František Sokol Zdeněk Groessl Pavel Schenk Drahomír Koudelka | Pallavolo          | Maschile                       |